# Додунеков връх
Додунеков връх (на английски: Dodunekov Peak) е покрит с лед връх с височина 1100 m в западното подножие на платото Брус на Бряг Греъм в Земя Греъм на Антарктическия полуостров, Антарктика.
Има стръмни и частично свободни от лед югозападни склонове, и се издига над ледник Колфийлд на север и ледник Рикмерс на юг.
Върхът е наименуван на Стефан Додунеков (1945 – 2012) „за неговата подкрепа за българските антарктически топографски проучвания и картография“.

## Местоположение
Додунеков връх е разположен на 21,65 km на изток-югоизток от връх Ленс, 12,77 km югоизточно от връх Коблънц, 21 km северно от нунатак Ричардсън и 6 km североизточно от Езерецка могила. Британско картографиране от 1976 г.

## Карти
- Antarctic Digital Database (ADD). Scale 1:250000 topographic map of Antarctica. Scientific Committee on Antarctic Research (SCAR), 1993 – 2015
- British Antarctic Territory. Scale 1:200000 topographic map. DOS 610 Series, Sheet W 66 64. Directorate of Overseas Surveys, Tolworth, UK, 1976